# Helsinki Roosters 2023
Questa voce raccoglie le informazioni riguardanti gli Helsinki Roosters nelle competizioni ufficiali della stagione 2023.

## Maschile

### Vaahteraliiga 2023

#### Stagione regolare
| Helsinki 13 maggio 2023, ore 16:30 1ª giornata | Helsinki Roosters | 27 – 35 (0-7 0-7 14-13 13-8) referto | Kuopio Steelers | Velodromo di Helsinki (362 spett.)\| Arbitro: \| Seppelin \| |
| Arbitro:                                       | Seppelin          |                                      |                 |                                                              |

| Helsinki 19 maggio 2023, ore 18:30 2ª giornata | Helsinki Roosters | 14 – 21 (0-0 0-0 7-7 7-14) referto | Seinäjoki Crocodiles | Velodromo di Helsinki (228 spett.)\| Arbitro: \| M. Makarainen \| |
| Arbitro:                                       | M. Makarainen     |                                    |                      |                                                                   |

| Helsinki 26 maggio 2023, ore 17:30 3ª giornata | Helsinki Wolverines | 0 – 68 (0-14 0-27 0-20 0-7) referto | Helsinki Roosters | Velodromo di Helsinki (209 spett.)\| Arbitro: \| M. Immonen \| |
| Arbitro:                                       | M. Immonen          |                                     |                   |                                                                |

| Helsinki 15 giugno 2023, ore 18:30 6ª giornata | Helsinki Roosters | 20 – 43 (6-14 0-15 6-0 8-14) referto | Porvoon Butchers | Velodromo di Helsinki (437 spett.)\| Arbitro: \| M. Makarainen \| |
| Arbitro:                                       | M. Makarainen     |                                      |                  |                                                                   |

| Helsinki 30 giugno 2023, ore 18:30 7ª giornata | Helsinki Roosters | 28 – 29 (0-7 14-14 14-0 0-8) referto | United Newland Crusaders | Velodromo di Helsinki (359 spett.)\| Arbitro: \| V. Lamminsalo \| |
| Arbitro:                                       | V. Lamminsalo     |                                      |                          |                                                                   |

| Vaasa 5 luglio 2023, ore 18:30 Recupero 4ª giornata | Wasa Royals   | 28 – 43 (13-0 7-29 0-7 8-7) referto | Helsinki Roosters | Kaarlen kenttä (411 spett.)\| Arbitro: \| V. Lamminsalo \| |
| Arbitro:                                            | V. Lamminsalo |                                     |                   |                                                            |

| Helsinki 13 luglio 2023, ore 18:30 9ª giornata | Helsinki Roosters | 55 – 27 (7-7 21-7 14-6 13-7) referto | Wasa Royals | Velodromo di Helsinki (384 spett.)\| Arbitro: \| M. Immonen \| |
| Arbitro:                                       | M. Immonen        |                                      |             |                                                                |

| Lohja 20 luglio 2023, ore 18:30 10ª giornata | United Newland Crusaders | 7 – 49 (0-21 7-14 0-7 0-7) referto | Helsinki Roosters | Harjun kenttä (255 spett.)\| Arbitro: \| Janhuba \| |
| Arbitro:                                     | Janhuba                  |                                    |                   |                                                     |

| Porvoo 27 luglio 2023, ore 18:30 11ª giornata | Porvoon Butchers | 32 – 31 (7-14 6-14 0-3 19-0) referto | Helsinki Roosters | Porvoon Keskuskenttä (609 spett.)\| Arbitro: \| V. Lamminsalo \| |
| Arbitro:                                      | V. Lamminsalo    |                                      |                   |                                                                  |

| Kuopio 11 agosto 2023, ore 16:30 12ª giornata | Kuopio Steelers | 7 – 21 (0-7 7-7 0-7 0-0) referto | Helsinki Roosters | Väinölänniemen stadion (512 spett.)\| Arbitro: \| V. Lamminsalo \| |
| Arbitro:                                      | V. Lamminsalo   |                                  |                   |                                                                    |

| Seinäjoki 18 agosto 2023, ore 18:30 13ª giornata | Seinäjoki Crocodiles | 31 – 38 (7-7 0-19 14-6 10-6) referto | Helsinki Roosters | Wirokit Stadion (632 spett.)\| Arbitro: \| M. Makarainen \| |
| Arbitro:                                         | M. Makarainen        |                                      |                   |                                                             |

| Helsinki 24 agosto 2023, ore 17:30 14ª giornata | Helsinki Roosters | 42 – 0 (14-0 7-0 14-0 7-0) referto | Helsinki Wolverines | Velodromo di Helsinki (379 spett.)\| Arbitro: \| M. Makarainen \| |
| Arbitro:                                        | M. Makarainen     |                                    |                     |                                                                   |

#### Playoff
| Porvoo 3 settembre 2023, ore 14:30 Semifinale | Porvoon Butchers | 24 – 14 (0-14 14-0 0-0 10-0) referto | Helsinki Roosters | Porvoon Keskuskenttä (700 spett.)\| Arbitro: \| V. Lamminsalo \| |
| Arbitro:                                      | V. Lamminsalo    |                                      |                   |                                                                  |

### Statistiche di squadra
| Competizione      | %Vittorie | In casa | In casa | In casa | In casa | In casa | In casa | In trasferta | In trasferta | In trasferta | In trasferta | In trasferta | In trasferta | Totale | Totale | Totale | Totale | Totale | Totale |
| Competizione      | %Vittorie | G       | V       | N       | P       | Pf      | Ps      | G            | V            | N            | P            | Pf           | Ps           | G      | V      | N      | P      | Pf     | Ps     |
| ----------------- | --------- | ------- | ------- | ------- | ------- | ------- | ------- | ------------ | ------------ | ------------ | ------------ | ------------ | ------------ | ------ | ------ | ------ | ------ | ------ | ------ |
| Stagione regolare | .583      | 6       | 4       | 0       | 2       | 208     | 144     | 6            | 4            | 0            | 2            | 155          | 107          | 12     | 7      | 0      | 5      | 436    | 260    |
| Playoff           | .000      | 0       | 0       | 0       | 0       | 0       | 0       | 1            | 0            | 0            | 1            | 14           | 24           | 1      | 0      | 0      | 1      | 14     | 24     |
| Totale            | .538      | 6       | 4       | 0       | 2       | 208     | 144     | 7            | 4            | 0            | 3            | 155          | 135          | 13     | 7      | 0      | 6      | 450    | 284    |

### Statistiche personali

#### Marcatori
| Giocatore   | Ruolo | TD rush | TD recv | TD int | TD p.ret | TD k.ret | TD oth | Xp1  | Xp2 | FG | Saf | Totale |
| ----------- | ----- | ------- | ------- | ------ | -------- | -------- | ------ | ---- | --- | -- | --- | ------ |
| Kittner     |       | 1       | 14      | 0      | 0        | 0        | 0      | 0    | 0   | 0  | 0   | 90     |
| Jauhiainen  |       | 0       | 7+1     | 0      | 0        | 0        | 0      | 17   | 0   | 0  | 0   | 65     |
| Vehkomäki   |       | 0       | 10      | 0      | 0        | 0        | 0      | 0    | 2   | 0  | 0   | 64     |
| Hämäläinen  |       | 7       | 0       | 0      | 0        | 0        | 0      | 0    | 0   | 0  | 0   | 42     |
| Kajander    |       | 0       | 6+1     | 0      | 0        | 0        | 0      | 0    | 0   | 0  | 0   | 42     |
| Sinodinos   |       | 6       | 1       | 0      | 0        | 0        | 0      | 0    | 0   | 0  | 0   | 42     |
| Olin        |       | 0       | 0       | 0      | 0        | 0        | 0      | 26+2 | 0   | 1  | 0   | 31     |
| Lehtinen    |       | 5       | 0       | 0      | 0        | 0        | 0      | 0    | 0   | 0  | 0   | 30     |
| Dumay       |       | 2       | 1       | 0      | 0        | 0        | 0      | 0    | 0   | 0  | 0   | 18     |
| J. Kotro    |       | 0       | 1       | 0      | 0        | 0        | 0      | 0    | 0   | 0  | 0   | 6      |
| L. Sahlsten |       | 0       | 0       | 0      | 0        | 0        | 0      | 6    | 0   | 0  | 0   | 6      |
| Silomaa     |       | 1       | 0       | 0      | 0        | 0        | 0      | 0    | 0   | 0  | 0   | 6      |
| A. Tahkapaa |       | 0       | 1       | 0      | 0        | 0        | 0      | 0    | 0   | 0  | 0   | 6      |

#### Passer rating
| Giocatore | G    | Att    | Comp  | Int | Yds      | TD   | NFL    | NCAA   |
| --------- | ---- | ------ | ----- | --- | -------- | ---- | ------ | ------ |
| Sinodinos | 12+1 | 318+20 | 182+8 | 7+2 | 2926+141 | 35+2 | 112,13 | 163,23 |
| Silomaa   | 3    | 32     | 20    | 0   | 195      | 4    | 119,14 | 154,94 |
| Dumay     | 1    | 1      | 1     | 0   | 12       | 1    |        |        |
| Kittner   | 1    | 1      | 1     | 0   | 4        | 1    |        |        |

## Femminile

### Naisten I-divisioona 2023

#### Stagione regolare
| Jyväskylä 3 giugno 2023, ore 13:00 1ª giornata | Jyväskylä Jaguars | 26 – 34 (d.t.s.) (20-6 0-6 6-0 0-14 0-8) referto | Helsinki Roosters | Viitaniemen kenttä |

| Vaasa 11 giugno 2023, ore 15:00 2ª giornata | Wasa Royals | 34 – 38 (6-6 10-6 6-20 12-6) referto | Helsinki Roosters | Kaarlen kenttä |

| Kotka 17 giugno 2023, ore 16:00 3ª giornata | Kotka Eagles | 28 – 38 (6-8 8-8 6-22 8-0) referto | Helsinki Roosters | Karhulan keskuskenttä |

| Helsinki 1º luglio 2023, ore 18:30 4ª giornata | Helsinki Roosters | 18 – 14 (6-0 0-7 6-7 6-0) referto | Jyväskylä Jaguars | Velodromo di Helsinki |

| Helsinki 9 luglio 2023, ore 14:00 5ª giornata | Helsinki Roosters | 6 – 14 (0-7 0-0 0-7 6-0) referto | Wasa Royals | Velodromo di Helsinki |

| Helsinki 15 luglio 2023, ore 14:00 6ª giornata | Helsinki Roosters | 26 – 22 (0-0 14-0 6-14 6-8) referto | Kotka Eagles | Velodromo di Helsinki |

#### Playoff
| Vantaa 5 agosto 2023, ore 18:00 Finale | Helsinki Roosters | 18 – 27 (6-0 0-7 0-13 12-7) referto | Wasa Royals | Myyrmäen jalkapallostadion |

### Statistiche di squadra
| Competizione      | %Vittorie | In casa | In casa | In casa | In casa | In casa | In casa | In trasferta | In trasferta | In trasferta | In trasferta | In trasferta | In trasferta | Totale | Totale | Totale | Totale | Totale | Totale |
| Competizione      | %Vittorie | G       | V       | N       | P       | Pf      | Ps      | G            | V            | N            | P            | Pf           | Ps           | G      | V      | N      | P      | Pf     | Ps     |
| ----------------- | --------- | ------- | ------- | ------- | ------- | ------- | ------- | ------------ | ------------ | ------------ | ------------ | ------------ | ------------ | ------ | ------ | ------ | ------ | ------ | ------ |
| Stagione regolare | .833      | 3       | 2       | 0       | 1       | 50      | 50      | 3            | 3            | 0            | 0            | 110          | 88           | 6      | 5      | 0      | 1      | 160    | 138    |
| Playoff           | .000      | 1       | 0       | 0       | 1       | 18      | 27      | 0            | 0            | 0            | 0            | 0            | 0            | 1      | 0      | 0      | 1      | 18     | 27     |
| Totale            | .714      | 4       | 2       | 0       | 2       | 68      | 77      | 3            | 3            | 0            | 0            | 110          | 88           | 7      | 5      | 0      | 2      | 178    | 165    |